# Роннебург (Гессен)
Роннебург (нім. Ronneburg) — сільська громада в Німеччині, знаходиться в землі Гессен. Підпорядковується адміністративному округу Дармштадт. Входить до складу району Майн-Кінціг.
Площа — 14,25 км2. Населення становить 3460 ос. (станом на 31 грудня 2020).